# Howling Bells
Gli Howling Bells sono un gruppo musicale formatosi in Australia nel 2005.

## Storia del gruppo
Dopo essersi trasferiti in Inghilterra hanno registrato il loro primo album, l'omonimo Howling Bells. Uscito nel 2006 per la Bella Union Records, l'album è stato accolto positivamente dalla critica ed ha permesso al gruppo di dedicarsi all'attività live, principalmente in Europa, per quasi due anni.
Inoltre hanno partecipato a numerosi festival, come ad esempio quello di Reading e Leeds, ed hanno suonato al seguito dei The Killers in Europa, Stati Uniti e Australia e con i Placebo in Europa e Australia.
Uscito nel 2008 il secondo album Radio Wars. La band ha pubblicato il terzo album The Loudest Engine nel 2011 e l'album più recente è del giugno 2014 col titolo Heartstrings.

## Formazione
- Juanita Stein (voce/chitarra)
- Joel Stein (chitarra)
- Brendan Picchio (basso)
- Glenn Moule (batteria)

## Discografia

### Album
- 2006 - Howling Bells
- 2009 - Radio Wars
- 2011 - The Loudest Engine
- 2014 - Heartstrings

### Singoli
- Low Happening
- Wishing Stone
- Blessed Night
- Setting Sun
- Into The Chaos
- Cities Burning Down

## Curiosità
- Il loro singolo Low Happening è stato inserito nella colonna sonora del videogame della Electronic Arts Rugby 2008